# Liste des médaillées aux championnats d'Europe d'escrime
Cette page dresse la liste des médaillées aux championnats d'Europe d'escrime depuis leur création, en 1981, à nos jours. Seules les épreuves de fleuret féminin ont débuté en 1981, les épreuves d'épée et de sabre ont été ajoutées au programme des championnats respectivement en 1991 et en 1999.

## Épée
| Édition | Or                       | Argent                    | Bronze                                        |
| ------- | ------------------------ | ------------------------- | --------------------------------------------- |
| 1991    | Mariann Horváth          | Zuszsa Szöcs              | Pernette Osinga Gyöngyi Szalay                |
| 1992    | Marina Várkonyi          | Elisabeth Knechtl         | Laura Chiesa Renate Riebandt-Kaspar           |
| 1993    | Roberta Giussani         | Gianna Hablützel-Bürki    | Eva-Maria Ittner Elisa Uga                    |
| 1994    | Sanghita Tripathi        | Karin Mayer               | Gianna Hablützel-Bürki Katja Nass             |
| 1995    | Tímea Nagy               | Eva Vibornova             | Claudia Bokel Gianna Hablützel-Bürki          |
| 1996    | Magdalena Jeziorowska    | Gianna Hablützel-Bürki    | Hajnalka Kiraly Sanghita Tripathi             |
| 1997    | Ildikó Mincza-Nébald     | Katja Nass                | Anna Femi Monika Maciejewska                  |
| 1998    | Elisa Uga                | Barbara Ciszewska         | Claudia Bokel Monika Maciejewska              |
| 1999    | Imke Duplitzer           | Elisa Uga                 | Claudia Bokel Denise Holzkamp                 |
| 2000    | Rosa María Castillejo    | Olga Cygan                | Hajnalka Kiraly Monika Maciejewska            |
| 2001    | Ildikó Mincza-Nébald (2) | Tatiana Fachrutdinova     | Hajnalka Kiraly Heidi Rohi                    |
| 2002    | Maureen Nisima           | Níki Sidiropoúlou         | Oksana Iermakova Lyubov Shutova               |
| 2003    | Tatiana Logounova        | Maarika Võsu              | Claire Augros Ildikó Mincza-Nébald            |
| 2004    | Natalia Conrad           | Anna Sivkova              | Oksana Iermakova Hajnalka Tóth                |
| 2005    | Yana Shemiakina          | Hajnalka Tóth             | Magdalena Grabowska Iuliana Măceşeanu         |
| 2006    | Claudia Bokel            | Tatiana Logounova         | Nadiya Kazimirchuk Anca Bacioiu               |
| 2007    | Laura Flessel            | Emma Samuelsson           | Britta Heidemann Irina Embrich                |
| 2008    | Adrienn Hormay           | Ana Maria Brânză          | Bianca Del Carretto Anna Sivkova              |
| 2009    | Britta Heidemann         | Anna Sivkova              | Laura Flessel Yana Shemiakina                 |
| 2010    | Imke Duplitzer (2)       | Magdalena Piekarska       | Laura Flessel Noam Mills                      |
| 2011    | Tiffany Géroudet         | Britta Heidemann          | Ana Maria Brânză Nathalie Moellhausen         |
| 2012    | Simona Gherman           | Anca Măroiu               | Lyubov Shutova Monika Sozanska                |
| 2013    | Ana Maria Brânză         | Francesca Quondamcarlo    | Renata Knapik Emese Szász                     |
| 2014    | Bianca Del Carretto      | Marie-Florence Candassamy | Simona Gherman Joséphine Jacques-André-Coquin |
| 2015    | Violetta Kolobova        | Rossella Fiamingo         | Simona Pop Emese Szász                        |
| 2016    | Simona Gherman (2)       | Ana Maria Popescu         | Renata Knapik-Miazga Emese Szász              |
| 2017    | Violetta Kolobova (2)    | Alexandra Ndolo           | Julia Beljajeva Emese Szász-Kovács            |
| 2018    | Katrina Lehis            | Kristina Kuusk            | Julia Beljajeva Violetta Kolobova             |
| 2019    | Coraline Vitalis         | Marie-Florence Candassamy | Alexandra Ndolo Ewa Trzebińska                |
| 2022    | Vlada Kharkova           | Rossella Fiamingo         | Mara Navarria Martyna Swatowska               |
| 2023    | Alexandra Louis-Marie    | Mara Navarria             | Nelli Differt Auriane Mallo                   |
| 2024    | Irina Embrich            | Auriane Mallo-Breton      | Angeline Favre Alberta Santuccio              |
| 2025    | Aizanat Murtazaeva       | Katrina Lehis             | Sara Maria Kowalczyk Alberta Santuccio        |

## Fleuret
| Édition | Or                     | Argent               | Bronze                                      |
| ------- | ---------------------- | -------------------- | ------------------------------------------- |
| 1981    | Anna Rita Sparaciari   | Dorina Vaccaroni     | Cornelia Hanisch                            |
| 1982    | Dorina Vaccaroni       | Gertrúd Stefanek     | Carola Cicconetti                           |
| 1983    | Cornelia Hanisch       | Carola Cicconetti    | Linda Martin                                |
| 1991    | Zsuzsanna Jánosi       | Ildikó Puzstai       | Lucia Traversa Monika Weber                 |
| 1992    | Cornelia Hanisch (2)   | Aida Mohamed         | Rosalia Kussti Vita Stchestnovitch          |
| 1993    | Anja Fichtel           | Zsuzsanna Jánosi     | Laura Badea Valentina Vezzali               |
| 1994    | Sabine Bau             | Laura Badea          | Anja Fichtel Giovanna Trillini              |
| 1995    | Reka Szabo-Lazar       | Diana Bianchedi      | Elena Grichina Monika Weber                 |
| 1996    | Laura Badea            | Gabriella Lantos     | Anja Fichtel Frida Scarpa                   |
| 1997    | Laura Badea            | Roxana Scarlat       | Monika Weber Anna Rybicka                   |
| 1998    | Valentina Vezzali      | Sabine Bau           | Reka Szabo-Lazar Olga Velichko              |
| 1999    | Valentina Vezzali      | Monika Weber         | Laura Badea Annamaria Giacometti            |
| 2000    | Sylwia Gruchała        | Reka Szabo-Lazar     | Bella Nusuieva Bella Yucheva                |
| 2001    | Valentina Vezzali      | Giovanna Trillini    | Sabine Bau Edina Knapek                     |
| 2002    | Sylwia Gruchała        | Laura Badea          | Svetlana Boiko Roxana Scarlat               |
| 2003    | Gabriella Varga        | Valentina Vezzali    | Svetlana Boiko Ekaterina Yucheva            |
| 2004    | Laura Badea (3)        | Svetlana Boiko       | Claudia Pigliapoco Anna Rybicka             |
| 2005    | Sylwia Gruchała (3)    | Svetlana Boiko       | Valentina Cipriani Viktoria Nikichina       |
| 2006    | Ianna Rouzavina        | Elisa Di Francisca   | Claudia Pigliapoco Anna Rybicka             |
| 2007    | Evgenia Lamonova       | Valentina Vezzali    | Margherita Granbassi Olga A. Leleyko        |
| 2008    | Adeline Wuillème       | Margherita Granbassi | Carolin Golubytskyi Małgorzata Wojtkowiak   |
| 2009    | Valentina Vezzali      | Katja Wächter        | Arianna Errigo Gabriella Varga              |
| 2010    | Valentina Vezzali (5)  | Evgenia Lamonova     | Inna Deriglazova Elisa Di Francisca         |
| 2011    | Elisa Di Francisca     | Valentina Vezzali    | Evgenia Lamonova Edina Knapek               |
| 2012    | Inna Deriglazova       | Kamilla Gafurzianova | Arianna Errigo Larisa Korobeynikova         |
| 2013    | Elisa Di Francisca     | Diana Yakovleva      | Carolin Golubytskyi Ysaora Thibus           |
| 2014    | Elisa Di Francisca     | Martina Batini       | Yulia Biryukova Valentina Vezzali           |
| 2015    | Elisa Di Francisca     | Larisa Korobeynikova | Arianna Errigo Aida Mohamed                 |
| 2016    | Arianna Errigo         | Aida Shanayeva       | Carolin Golubitskyi Larisa Korobeynikova    |
| 2017    | Arianna Errigo (2)     | Inna Deriglazova     | Alice Volpi Ysaora Thibus                   |
| 2018    | Inna Deriglazova (2)   | Arianna Errigo       | Martyna Synoradzka Alice Volpi              |
| 2019    | Elisa Di Francisca (5) | Inna Deriglazova     | Ysaora Thibus Alice Volpi                   |
| 2022    | Leonie Ebert           | Arianna Errigo       | Ysaora Thibus Alice Volpi                   |
| 2023    | Martina Batini         | Martina Favaretto    | Francesca Palumbo Alice Volpi               |
| 2024    | Arianna Errigo (3)     | Dariia Myroniuk      | Carolina Stutchbury Julia Walczyk-Klimaszyk |
| 2025    | Éva Lacheray           | Carolina Stutchbury  | Martina Batini Flóra Pásztor                |

## Sabre
| Édition | Or                      | Argent               | Bronze                                |
| ------- | ----------------------- | -------------------- | ------------------------------------- |
| 1999    | Elena Jemayeva          | Cécile Argiolas      | Edina Csaba Elena Makeyeva            |
| 2000    | Anne-Lise Touya         | Elena Netchaeva      | Gioia Marzocca Elena Jemayeva         |
| 2001    | Elena Netchaeva         | Sandra Benad         | Ilaria Bianco Orsolya Nagy            |
| 2002    | Cécile Argiolas         | Elena Netchaeva      | Irina Bachenova Orsolya Nagy          |
| 2003    | Ilaria Bianco           | Natalia Makeyeva     | Edina Csaba Elena Netchaeva           |
| 2004    | Aleksandra Socha        | Ekaterina Fedorkina  | Ilaria Bianco Catalina Gheorghitoa    |
| 2005    | Ekaterina Fedorkina     | Sofia Velikaïa       | Ilaria Bianco Gioia Marzocca          |
| 2006    | Sofia Velikaïa          | Olga Kharlan         | Ilaria Bianco Bogna Jóźwiak           |
| 2007    | Ekaterina Fedorkina (2) | Sofia Velikaïa       | Olena Khomrova Orsolya Nagy           |
| 2008    | Sofia Velikaïa          | Ilaria Bianco        | Reka Benko Ekaterina Fedorkina        |
| 2009    | Olha Kharlan            | Ekaterina Diatchenko | Solenne Mary Galyna Pundyk            |
| 2010    | Svetlana Kormilitsyna   | Sofia Velikaïa       | Ilaria Bianco Sibylle Klemm           |
| 2011    | Olha Kharlan            | Aleksandra Socha     | Julia Gavrilova Galyna Pundyk         |
| 2012    | Olha Kharlan            | Vassiliki Vougiouka  | Aleksandra Socha Marion Stoltz        |
| 2013    | Olha Kharlan            | Vassiliki Vougiouka  | Irene Vecchi Aleksandra Socha         |
| 2014    | Olha Kharlan            | Ekaterina Dyachenko  | Rossella Gregorio Vassiliki Vougiouka |
| 2015    | Sofia Velikaïa          | Charlotte Lembach    | Rossella Gregorio Olena Voronina      |
| 2016    | Sofia Velikaïa          | Anna Márton          | Olha Kharlan Charlotte Lembach        |
| 2017    | Teodora Kakhiani        | Rossella Gregorio    | Bianca Pascu Liza Pusztai             |
| 2018    | Sofia Velikaïa (5)      | Cécilia Berder       | Marta Puda Svetlana Sheveleva         |
| 2019    | Olha Kharlan (6)        | Manon Brunet         | Anna Márton Sofia Velikaïa            |
| 2022    | Anna Bashta             | Rossella Gregorio    | Sara Balzer Zuzanna Cieślar           |
| 2023    | Manon Brunet-Apithy     | Sara Balzer          | Martina Criscio Theodóra Gkountoúra   |
| 2024    | Celia Pérez Cuenca      | Liza Pusztai         | Zuzanna Cieślar Araceli Navarro       |
| 2025    | Sarah Noutcha           | Alina Komachtchouk   | Sugár Katinka Battai Sylwia Matuszak  |